# Andrena probata
Andrena probata är en biart som beskrevs av Warncke 1973. Andrena probata ingår i släktet sandbin, och familjen grävbin. Inga underarter finns listade i Catalogue of Life.